# Женско ропство у Сједињеним Америчким Државама
Институција ропства у Северној Америци постојала је од најранијих година колонијалне историје Сједињених Америчких Држава па све до 1865. године када је Тринаести амандман трајно укинуо ропство у свим државама САД. Ропство је потом, мировним уговорима, укинуто и међу сувереним индијанским племенима на индијској територији.
Током већег периода XVII и XVIII века, мушки робови су били бројнији у односу на женске робове. Живећи и радећи многобројне послове широм земље, афроамеричке жене и мушкарци робови имали су различита искуства током периода ропства. У почетку је већином довођена мушка популација, али се то знатно променило са све већим бројем киднапованих Африканки и жена рођених у ропству. Однос полова се поравнао у периоду између 1730. и 1750. године. „Јединственост афроамеричке женске ситуације је у томе што се она налази на размеђи две најразвијеније америчке идеологије, оне која се тиче жена и оне која се тичу црнаца“.‍:27 Суочени са овим проблемима и стереотипима, жене су биле изложене сексизму и расизму.

## Колонијална Америка

### Вирџинија
У период од 1700. до 1740. године процењује се да је у Вирџинији увезено 43.000 робова, а готово 39.000 њих је директно дошло из Африке. Доступни подаци сугеришу да је број жена и мушкараца био мање-више једнак и да је је било много деце. Већина робова довезена је из Западне Африке а заједно са њима увезени су и њихову културни обичаји који су практиковани у Америци током средине и с краја XVIII века. Афричке вредности биле су широко распрострањене међу женама а западноафричка култура имала је снажан утицај. Неки распрострањени културни обичаји биле су дубоке и снажне везе између мајке и детета и међу женама у већој женској заједници.

## Еманципација и крај ропства
У Сједињеним Америчким Државама ропство је укинуто  1865. године, ратификацијом 13. амандмана. Декретом је поробљеним мушкарцима понуђен пут до слободе кроз служење војног рока. Тек је Законом из 1861. године дозвољена је слобода поробљених женама. Овим законом оне су се ослободиле робовласника конфедерација на југу. Године 1868. године усвајањем 14. амандман, држављанство САД је проширено на све Афроамериканце. Овим амандманом они су постали слободни држављани Сједињених Америчких Држава. Међутим, проћи ће још много деценија до потпуне равноправности са белцима.

## Знамените жене из ропства
- Луси Тери (око 1730 – 1821) аутор је најстаријег познатог књижевног дела једне Афроамериканке.
- Филис Витли (8. маја 1753. - 5. децембра 1784) била је прва афроамеричка песникиња и прва Афроамериканка која је објавила књигу у Сједињеним Америчким Државама.
- Соџернер Трут (око 1797. - 26. новембра 1883) рођена као Изабела Баумфри, била је америчка аболиционисткиња и борац за људска и женска права. Трут је рођена у ропству у Рајфтону, округ Улстер у  Њујорку. Године 1826. побегла је са својом малом ћерком. У судском процесу за старатељство над сином, постала је прва црнкиња која је добила овакав случај против белца. Њен најпознатији савремени говор о родним неједнакостима, „Зар нисам жена?“, одржан је 1851. године на Конвенцији о женским правима у Охају у Акрону у Охаји. Током грађанског рата, Трут је помагала регрутовању црнаца за војску Уније. Након рата је безуспешно покушавала да обезбеди помоћ од савезне владе за у виду земљишта за бивше робове.
- Харијет Табман (рођена Араминта Рос; 1820 - 10. март 1913) била је америчка аболиционисткиња, хуманитарка и шпијунка Уније током америчког грађанског рата. Рођен у ропству, Табман је побегла од свог робовласника и потом извршила више од тринаест мисија за спашавање више од 70 робова.  У спасилачким акцијама користила је неформалну али добро организовану мрежу активиста познату под именом „Подземна железница“. Касније је помогла Џону Брауну да регрутује мушкарце за напад на Харперс Фери, а у послератној ери борила се за женско право гласа.
- Елен Крафт (1826–1897) била је ропкиња из Мејкона у Џорџији која се представљала као белкиња и власница плантаже не би ли побегла из ропства. Побегла је на север децембра 1848. године путујући возом и парним чамцем са супругом, који је био њен слуга-роб. На Божић су стигли до Филаделфије и слободе.
- Маргарет Гарнер (звана Пеги) (око 1833/1834 – 1858) била је поробљена Афроамериканка из периода предграђанског рата у Сједињеним Америчким Државама. Постала је позната након убиства своје кћерке, правдајући свој поступак милосрднијим од живота у робовласништву. Њена прича била је инспирација за роман Вољени (1987) добитнице Нобелове награде Тони Моррисон, који је адаптиран у истоимени филм у којем глуми Опра Винфри (1998). Такође је послужила и за либрето за оперу Маргарет Гарнер (2005) коју је компоновао Ричард Даниелпоур.

## Будућа читања
- Ar'n't I a Woman? Female Slaves in the Plantation South, Deborah Gray White.
- Being Good: Women's Moral Values in Early America, Martha Saxton.
- Born in Bondage, Marie Jenkins.
- Life in Black and White, Brenda Stevenson.
- Love of Freedom: Black Women in Colonial and Revolutionary New England, Catherine Adams and Elizabeth H. Pleck.
- Mistresses and Slaves: Plantation Women in South Carolina, 1830–80, Marli F. Weiner.
- Slave Counterpoint: Black Culture in the Eighteenth-Century Chesapeake & Lowcountry, Philip D. Morgan.
- Working Toward Freedom, Larry E. Hudson, Jr.